# دیگو لوگانو
دیگو آلفردو لوگانو مورنو (اسپانیایی: Diego Alfredo Lugano Morena‎؛ زاده ۲ نوامبر ۱۹۸۰) بازیکن فوتبال پیشین اهل اروگوئه است.
وی همچنین در تیم ملی فوتبال اروگوئه بازی کرده‌است.

## افتخارات

### باشگاهی
ناسیونال
- لیگ دسته اول فوتبال اروگوئه: ۲۰۰۰، ۲۰۰۱

سائو پائولو
- جام لیبرتادورس: ۲۰۰۵
- جام باشگاه‌های فوتبال جهان: ۲۰۰۵
- مسابقه قهرمانی سری آ برزیل: ۲۰۰۶

فنرباغچه
- سوپر لیگ فوتبال ترکیه: ۰۷–۲۰۰۶، ۱۱–۲۰۱۰
- سوپر جام فوتبال ترکیه: ۲۰۰۷، ۲۰۰۹

### ملی
اروگوئه
- کوپا آمریکا: ۲۰۱۱